# Fleurac (Charente)
Fleurac ist eine französische Gemeinde mit 220 Einwohnern (Stand: 1. Januar 2022) im Département Charente in der Region Nouvelle-Aquitaine; sie gehört zum Arrondissement Cognac und zum Kanton Jarnac. Die Einwohner werden Fleuracais genannt.

## Geographie
Fleurac liegt etwa 22 Kilometer ostnordöstlich von Cognac. Nachbargemeinden von Fleurac sind Vaux-Rouillac im Norden, Échallat im Osten, Mérignac im Süden sowie Foussignac im Westen.

## Bevölkerungsentwicklung
| Jahr                       | 1962 | 1968 | 1975 | 1982 | 1990 | 1999 | 2006 | 2017 |
| Einwohner                  | 244  | 251  | 257  | 238  | 244  | 232  | 230  | 242  |
| Quellen: Cassini und INSEE |      |      |      |      |      |      |      |      |

## Sehenswürdigkeiten
- Kirche Sainte-Élisabeth aus dem 19. Jahrhundert
- Schloss Fleurac aus dem 14. Jahrhundert

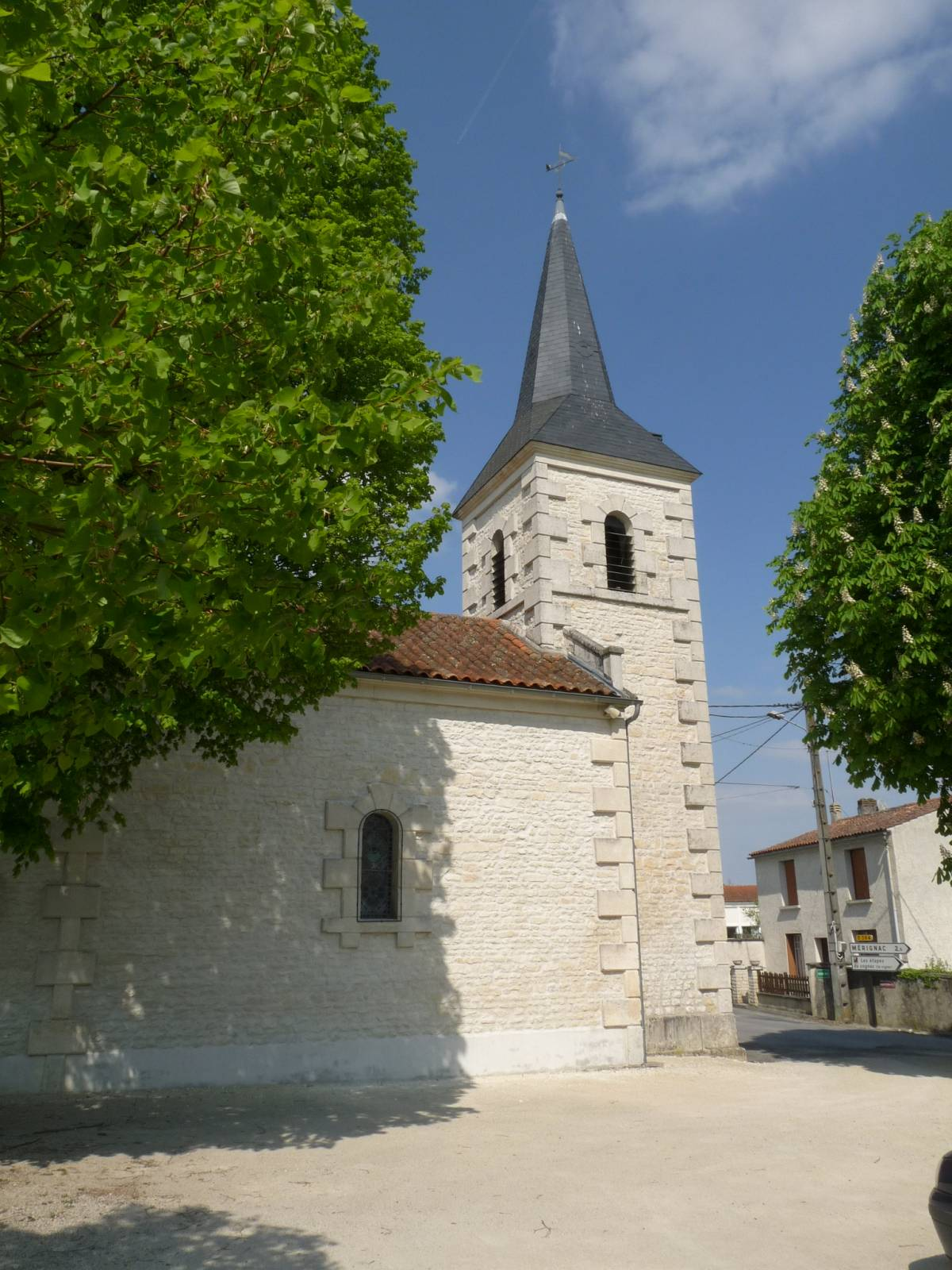
Kirche Sainte-Élisabeth